# Маскіто
Маскіто (італ. Maschito) — муніципалітет в Італії, у регіоні Базиліката, провінція Потенца.
Маскіто розташоване на відстані близько 300 км на схід від Рима, 32 км на північ від Потенци.
Населення — 1705 осіб (2014).

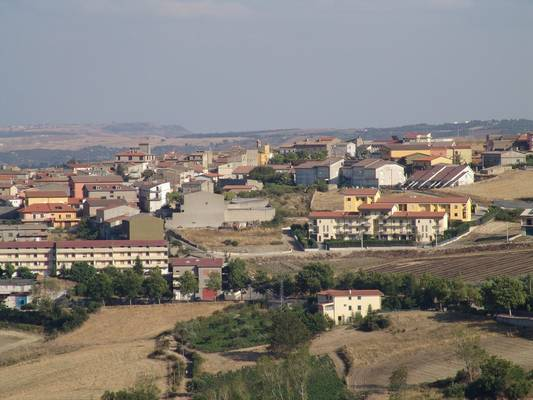

Щорічний фестиваль відбувається 20 липня. Покровитель — Sant'Elia Profeta.

## Демографія
Населення за роками:

Станом на 1 січня 2023 року в муніципалітеті офіційно проживало 29 іноземців з 12 країн, серед них 9 громадян країн Євросоюзу та 1 громадянин України.

## Сусідні муніципалітети
- Форенца
- Джинестра
- Палаццо-Сан-Джервазіо
- Веноза